# Abdelaziz Souleimani
Abdelaziz Souleimani (30 de abril de 1958) é um ex-futebolista profissional marroquino, que atuava como meia.

## Carreira
Abdelaziz Souleimani fez parte do elenco da segunda partição da Seleção Marroquina de Futebol na Copa do Mundo de 1986. 